# Anthony Carlisle
Pour les articles homonymes, voir Carlisle (homonymie).
Anthony Carlisle (né à Stillington, Angleterre le 15 février 1768 - mort à Londres le 2 novembre 1840) est un chirurgien anglais. En 1800, il découvre avec William Nicholson l'électrolyse de l'eau en faisant traverser celle-ci par un courant électrique, qui la décompose en ses éléments constituants, l'hydrogène et l'oxygène. Il est élu membre de la Royal Society en 1804. Il est par ailleurs membre de la Fellowship of the Royal College of Surgeons.